# 莉萨·皮加托
莉萨·皮加托（義大利語：Lisa Pigato，2003年6月21日—），意大利女子网球运动员。皮加托在ITF女子巡回赛上赢得了5个单打冠军和7个双打冠军。
皮加托与埃莉奥诺拉·阿尔维西搭档，赢得了2020年法国网球公开赛青少年女子双打比赛的冠军。她们在决赛中击败了俄罗斯组合玛丽亚·邦达连科和季阿娜·施耐德。
皮加托在2021年于帕尔马举行的艾米利亚-罗马涅公开赛上完成了她的WTA巡回赛正赛首秀，此前她赢得了两场资格赛，但在首轮负于塞雷娜·威廉姆斯。凭借外卡资格，她在2023年意大利网球公开赛上首次亮相WTA1000级别赛事正赛，并击败了另一外本土外卡选手迪莱塔·凯鲁比尼，随后在第二轮负于8号种子达里娅·卡萨特金娜。她再次凭借外卡参加2024年意大利网球公开赛，皮加托在首轮被谢尔比·罗杰斯击败。